# Przodomózgowie
Przodomózgowie (łac. prosencephalon) – pierwszy z trzech (obok śródmózgowia i tyłomózgowia) pierwotnych pęcherzyków mózgowych, rozwojowa część mózgowia kręgowców.
U człowieka w okresie 5. tygodnia rozwoju zarodkowego ulega podziałowi na kresomózgowie i międzymózgowie. Wadą rozwojową przodomózgowia jest holoprozencefalia. Powstaje w przypadku braku podziału kresomózgowia na dwie pólkule.